# 奥林匹克运动会基里巴斯代表团
基里巴斯於2004年首次參加夏季奥林匹克运动会，每屆夏季奧林匹克運動會都有參加但尚未參加過冬季奥林匹克运动会。
1998年首次參加英聯邦運動會之後，基里巴斯開始努力成為国际奥林匹克委员会的一員。在國際奧委會2003年布拉格的會議期間，基里巴斯被接納進該組織，並準備參加2004年夏季奥林匹克运动会。然而在開幕式上，這個國家的名字在三種语言（法語、英語和希臘語）中都被读错。當時代表團由舉重選手米米亞·托馬斯、短跑選手卡金納科·納里基（基里巴斯的第一個奧運選手）和凱蒂納諾·姆韋姆韋塔所組成。

## 獎牌統計

### 夏季運動會獎牌榜
| 賽事             | 選手     | 金牌 | 銀牌 | 銅牌 | 總計 |
| 2004年雅典       | 3        | 0    | 0    | 0    | -    |
| 2008年北京       | 2        | 0    | 0    | 0    | -    |
| 2012年倫敦       | 3        | 0    | 0    | 0    | -    |
| 2016年里約熱內盧 | 3        | 0    | 0    | 0    | -    |
| 2020年東京       | 3        | 0    | 0    | 0    | -    |
| 2024年巴黎       | 3        | 0    | 0    | 0    | -    |
| 2028年洛杉磯     | 未來賽事 |      |      |      |      |
| 2032年           | 未來賽事 |      |      |      |      |
| 總計             | 總計     | 0    | 0    | 0    | -    |

## 舉旗手
- 2004年雅典: 米米亞·托馬斯（英语：Meamea Thomas） [2]
- 2008年北京: 大衛·卡托亞塔烏（英语：David Katoatau）
- 2012年倫敦: 大衛·卡托亞塔烏（英语：David Katoatau）
- 2016年里約熱內盧: 大衛·卡托亞塔烏（英语：David Katoatau）
- 2020年東京: 基諾瓦·比里博（英语：Kinaua Biribo）、魯本·卡托亞塔烏（英语：Ruben Katoatau）
- 2024年巴黎: Kaimauri Erati、Nera Tiebwa

## 外部連結
- . International Olympic Committee.   [2017-10-24]. （原始内容存档于2020-11-07）.
- . Sports-Reference.com.   [2017-10-24]. （原始内容存档于2009-02-20）.
- "Kiribati's Olympic adventure" （页面存档备份，存于）, Andrew Fraser, BBC, 2004年8月3日